# 哈贾姆·哈桑·本·穆罕默德·本·卡西姆
哈贾姆·哈桑·本·穆罕默德·本·卡西姆（阿拉伯語：الحجام الحسن بن محمد بن القاسم；？—944年）是摩洛哥伊德里斯王朝埃米尔，925年至927年在位。哈贾姆是绰号，意为理发师。
他发动起义从法蒂玛王朝手中夺回了摩洛哥的统治权，令伊德里斯王朝复辟，但在927年再度被法蒂玛王朝推翻。他是最后一位控制非斯的伊德里斯王朝埃米尔。
卡西姆·盖农于937年在摩洛哥北部部分地区复辟统治。